# San Antonio megye (Río Negro)
San Antonio egy megye Argentína középpontjától délre, Río Negro tartományban. Székhelye San Antonio Oeste.

## Népesség
A megye népessége a közelmúltban a következőképpen változott:
| Év   | Lakosság |
| ---- | -------- |
| 2001 | 23 799   |
| 2010 | 29 284   |